# Rezolucja Rady Bezpieczeństwa ONZ nr 660
Rezolucja Rady Bezpieczeństwa ONZ nr 660 – pierwsza rezolucja Rady Bezpieczeństwa Organizacji Narodów Zjednoczonych w sprawie irackiej agresji na Kuwejt z 2 sierpnia 1990 roku, która określiła inwazję jako naruszenie Karty Narodów Zjednoczonych, wzywała rząd Iraku do natychmiastowego i bezwarunkowego wycofania swoich wojsk z Kuwejtu oraz umożliwienia przywrócenia legalnych władz tego kraju. Wezwała także Irak i Kuwejt do natychmiastowego podjęcia negocjacji w ich sprawach spornych, przy wsparciu Ligi Państw Arabskich. Rezolucja stanowiła także, że Rada bezpieczeństwa podejmie wszelkie dalsze kroki w celu zapewnienia wykonania tej rezolucji.